# Vincent Dias dos Santos
Vincent Dias dos Santos, né le 18 décembre 1990, est un coureur cycliste luxembourgeois.

## Biographie
Poussé par des amis pratiquants, Vincent Dias dos Santos commence le cyclo-cross à l'âge de 14-15 ans en catégorie débutants. Dans cette discipline, il est régulièrement sélectionné en équipe nationale pour les grands championnats. 
Au mois de novembre 2017, il s'impose au cyclo-cross de Dommeldange pour la septième fois consécutive. En début d'année 2018, il est sélectionné pour le championnat du monde de cyclo-cross, qui se tient à Fauquemont. Au terme d'une compétition difficile et marquée par de nombreux abandons, il est contraint de se retirer à quatre tours de l'arrivée.
En janvier 2019, il connait la consécration en devenant champion du Luxembourg de cyclo-cross.

## Palmarès en cyclo-cross
- 2007-2008
  -  Champion du Luxembourg de cyclo-cross juniors
- 2014-2015
  - 3e du championnat du Luxembourg de cyclo-cross
- 2017-2018
  - 3e du championnat du Luxembourg de cyclo-cross
- 2018-2019
  -  Champion du Luxembourg de cyclo-cross
- 2019-2020
  - 3e du championnat du Luxembourg de cyclo-cross

## Palmarès sur route
- 2008
  - 2e du championnat du Luxembourg sur route juniors